# 3,4-метилендиоксифенилпропан-2-он
3,4-метилендиоксифенилпропан-2-онът е химично съединение, прекурсор на MDMA.

## Синтез
Обикновено се синтезира от сафрол или неговия изомер изосафрол чрез окисление.

3,4-метилендиоксифенилпропан-2-онът се използва за синтезиране на MDMA чрез редуктивно аминиране с метиламин. Полученото съединение се редуцира с помощта на алуминиева амалгама.

## Особености
Веществото е нестабилно при стайна температура и трябва да се съхранява във фризер.
В Русия веществото е в Списъка на наркотичните средства, психотропните вещества и техните прекурсори, чието разпространение е забранено от закона. Посочената концентрация е 15% или повече.